# Züri Fäscht
O Züri Fäscht (em dialecto suíço-alemão de Zurique, Zürich Fest em Hochdeutsch ou alemão oficial) é a festa da cidade de Zurique que se realiza a cada três anos no primeiro fim-de-semana de Julho no centro histórico e à volta da marginal do Lago de Zurique. É, com bastante distância, a maior festa popular da Suíça e a sexta maior do mundo. O evento atrai durante três dias cerca de 2.5 milhões de pessoas.
Por causa da pandemia de COVID-19 a próxima edição só terá lugar em 2023.[carece de fontes?]
No total são lançados três fogos-de-artifício sobre Zurique, um na sexta-feira e dois no sábado. O fogo-de-artifício de sábado a noite é acompanhado por cerca de dois milhões de espectadores no local. Para além disso acompanham mais cerca de um milhão e meio de espectadores pela televisão, o que perfaz um total de três milhões e meio de espectadores para um fogo-de-artifício.